# Monte Plata (stad)

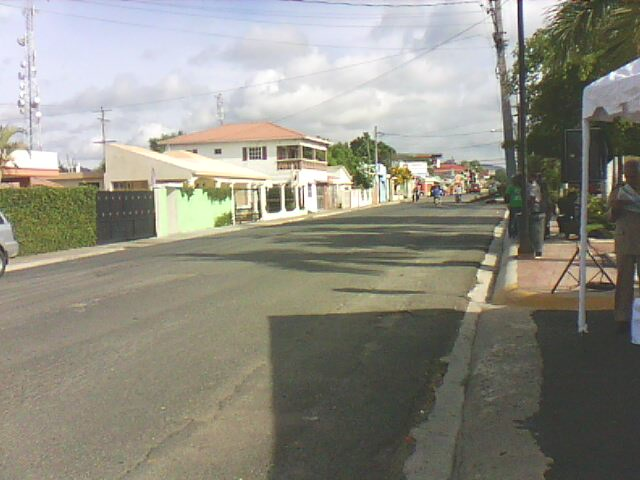

Monte Plata är en stad i kommunen Monte Plata i östra Dominikanska republiken och är den administrativa huvudorten för provinsen med samma namn. Staden hade 16 115 invånare vid folkräkningen 2010.